# Adô Equiti
Adô Equiti (em iorubá: Adó-Èkìtì)  é a capital do estado de Equiti, na Nigéria.